# Великі голодранці
«Великі голодранці» (рос. «Великие голодранцы») — радянський художній фільм 1973 року за мотивами однойменного роману  Філіпа Насєдкіна, екранізація першої частини дилогії «Російська нива». Продовженням є фільм «Червоний чорнозем».

## Сюжет
Молода радянська республіка, 1927 рік. Батрацький син Філіп Касаткін (Віктор Жуков) вступив в комсомол і почав бурхливу діяльність, повну турбот, перемог і поразок…

## У ролях
- Віктор Жуков —  Філіп Касаткін, Хвиля
- Ольга Гаврилюк —  Маша Чумакова
- Алла Панова —  Клавдія Комарова
- Олександр Степанов —  Прошка
- Сергій Гальцев —  Ілюха
- Раїса Куркіна —  Параня, мати Касаткіна
- Володимир Мішанін —  Данилич, Касаткін-старший
- Ніна Чуб —  Нюра, сестра Хвилі
- Володя Бєлов —  молодший брат Хвилі
- Володимир Гостюхін —  Дьома Лапонін
- Володимир Мичкін —  Міня Лапонін
- Юрій Пильнєв —  Володя Бардін
- Євген Москальов —  комсомолець
- Олексій Горячев —  комсомолець
- Володимир Василенко —  комсомолець
- Євген Кондратьєв —  комсомолець
- Ігор Чуланов —  комсомолець
- Марина Васильєва —  комсомолка
- Валерій Малишев —  Максим Музулєв
- Юрій Оськін —  Лобачов
- Олександр Хочинський —  Симонов
- Григорій Абрикосов —  Комаров
- Володимир Ліппарт —  Петро Хомич Лапонін
- Вадим Захарченко —  мельник
- Алевтина Румянцева —  баба
- Клавдія Козльонкова —  баба
- Тамара Яренко —  баба

## Знімальна група
- Автор сценарію:  Філіп Насєдкін
- Режисер:  Лев Мирський
- Оператор: Ауреліус Яціневічюс
- Художник:  Борис Комяков
- Композитор:  Леонід Афанасьєв
- Текст пісень: Леонід Кукса
- Звукорежисер: Борис Голєв